# 我記得 (2015年電影)
《我記得》（英語：Remember）是一部加拿大與德國所共同拍攝的2015年驚悚劇情電影，由加拿大導演艾騰·伊格言執導，編劇則為班傑明·奧古斯特。本片由克里斯多夫·柏麥、布魯諾·岡茨與尤爾根·普洛克瑙等人主演，並於2015年10月23日在加拿大上映，同年12月31日在德國上映，隔年3月11日在美國上映。
本片講述一位患有老人癡呆症的納粹大屠殺倖存者試圖尋找並獵殺一位納粹德國戰犯的故事，上映後獲得廣泛好評，同時也獲得了數個影展獎項。本片編劇班傑明·奧古斯特於第4屆加拿大螢幕獎中獲得最佳劇本獎，而本片亦獲提名最佳影片。
本片亦被改編成2022年韓國電影《記憶。復仇》，由李一亨編劇及導演，李聖旻、南柱赫主演。

## 劇情
在紐約市的一間護理之家中，一位年長且已無行動能力的奧斯威辛集中營倖存者馬克斯·羅森包姆（Max Rosenbaum）與一位昔日集中營的獄友、如今患有阿茲海默症的瑟夫·古特曼（Zev Guttman）結交為好友。馬克斯不斷提醒瑟夫他們兩人的家人都已在集中營中遭當時的營房長奧圖·瓦利施（Otto Wallisch）殺害，而此人在戰後成功潛逃至北美洲某處，化名魯迪·庫蘭德（Rudy Kurlander）。馬克斯說服瑟夫前去找出瓦利施的下落並殺了他以為他們的家人報仇。馬克斯給了瑟夫一份加拿大與美國境內名叫魯迪·庫蘭德的人名名單，共有四人，而其中一位便是奧斯威辛的營房長；馬克斯還指示瑟夫去槍械商店購買一把手槍。 
瑟夫找到了第一位魯迪·庫蘭德，但此人是埃爾溫·隆美爾元帥在北非戰役時的手下，且從未到過奧斯威辛。瑟夫隨後又在加拿大一間護理之家中找到了第二位魯迪·庫蘭德，但此人不僅不曾服役於德軍中，而且還與瑟夫一樣是奧斯威辛集中營的倖存者，因身為同性戀而遭納粹德國迫害。
瑟夫到了第三位魯迪·庫蘭德的家中，其子約翰是一位州警；他告訴瑟夫他的父親已在三個月前逝世。兩人在共飲了數杯酒後，約翰向瑟夫表示他的父親在戰爭期間僅是個伙房兵。當身為新納粹主義份子的約翰意識到瑟夫是猶太人後，他怒不可遏，並放出了他所飼養的德國牧羊犬企圖殺害瑟夫。瑟夫情急之下射殺了犬隻與約翰，隨後便因過於疲憊而倒躺在約翰的床上睡了一宿，接著於翌日早晨離開。
瑟夫到達第四位、也是最後一位魯迪·庫蘭德與其家人的家中，並隨即從後者的聲音認出了他就是殺害他家人的奧斯威辛營房長。瑟夫威脅魯迪要是其不吐露實情的話便開槍射殺她的孫女。魯迪不得已只得在其女兒與孫女面前承認他曾是一名親衛隊成員，並殺害了「許多」人。然而，他卻繼續說道他的真實姓名是庫尼柏特·史圖爾姆（Kunibert Sturm），而瑟夫自己就是奧圖·瓦利施。他們兩人都是營房長，並在戰後相互刺青以偽裝成集中營的猶太倖存者。震驚之餘，瑟夫射殺了史圖爾姆，接著說道：「我想起來了。」隨後便舉槍自盡。
紐約市護理之家的病患們看到這起新聞後無不感到驚訝。馬克斯這時才說道他從瑟夫剛進護理之家時便已認出他就是瓦利施，而瓦利施與史圖爾姆兩人則是殺害他家人的兇手。

## 演員
- 克里斯多夫·柏麥 飾 瑟夫·古特曼
- 布魯諾·岡茨 飾 第一位魯迪·庫蘭德
- 尤爾根·普洛克瑙（英语：Jürgen Prochnow） 飾 第四位魯迪·庫蘭德
- 海因茨·利文（英语：Heinz Lieven）  飾 第二位魯迪·庫蘭德
- 亨利·科澤尼 飾 查爾斯·古特曼
- 莉莎·巴爾康（英语：Liza Balkan） 飾 蕾貝卡·古特曼
- 狄恩·諾里斯 飾 約翰·庫蘭德
- 馬丁·蘭道 飾 馬克斯·羅森包姆
- 金·羅柏茨（Kim Roberts） 飾 寶拉（Paula）
- 蘇菲亞·威爾斯（Sofia Wells） 飾 茉利（Molly）
- 彼得·達庫恩哈（英语：Peter DaCunha） 飾 泰勒（Tyler）
- 亞曼達·史密斯（Amanda Smith） 飾 瑟勒（Cele）
- 史黛芬妮·金柏（Stefani Kimber） 飾 英格（Inge）
- 珍娜特·波特（Janet Porter） 飾 茉利的母親
- 蘇基斯·瓦魯格希斯（英语：Sugith Varughese） 飾 飯店櫃台人員

## 製作

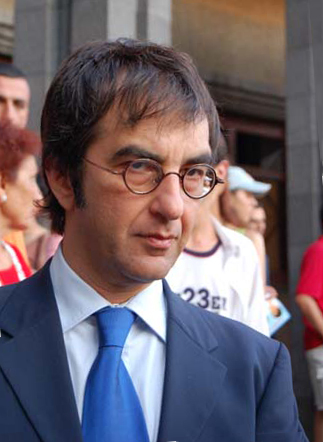
艾騰·伊格言表示因為被本片劇本獨特的故事所吸引，因此決定接下導演工作。

本片編劇班傑明·奧古斯特是一位來自紐澤西、現居洛杉磯的猶太裔作家，且此前未曾為任何電影撰寫過劇本。奧古斯特向《加拿大猶太新聞》表示《我記得》一片的劇本起源於「想要寫一部主角是年長者的電影。」他認為年長演員接演主角的機會較少，且年長角色往往較富有同情心。奧古斯特將他所撰寫的劇本寄給加拿大製作人羅柏特·蘭托斯，而後者在閱讀完劇本後認為本片由艾騰·伊格言擔任導演將再適合不過。
2014年4月30日，片商正式宣布由伊格言擔任本片導演，並由克里斯多夫·柏麥、布魯諾·岡茨、海因茨·利文、狄恩·諾里斯與馬丁·蘭道等人主演。導演伊格言表示本片上映時，納粹大屠殺下的最後一批加害者與受害者均仍活著，且在德國對倖存的納粹戰犯的審判也恰巧與本片的上映時程契合；他同時也認為奧古斯特的劇本非常獨特，但也是一「高風險投資」。身為伊格言對瑟夫一角第一也是唯一的人選，加拿大演員克里斯多夫·柏麥表示他同樣受到本片故事以歷史題材為背景的吸引。
主體拍攝於2014年7月14日展開，其中多數場景均於加拿大安大略省的蘇聖瑪麗與北安大略取景。在瑟夫射殺約翰·庫蘭德的那場戲中，伊格言原先打算使用替身代替柏麥，但後者要求親自演出。柏麥稍後在CBC新聞的採訪中表示「有那麼一會兒，我有點氣炸了……因為這（指使用替身）使我突然間覺得老了許多。」不過，柏麥也承認射擊槍枝「嚇著他了」，因為那把槍的後座力「簡直跟大象踢腿一樣強勁」，而且他也十分「懼怕那場戲中的狗」。在同場戲中與柏麥演對手戲的演員狄恩·諾里斯則表示柏麥將這種恐懼融入了他的表演之中。整部電影的預算為1300萬加幣。

## 上映
2015年5月11日，A24獲得了本片的發行權。本片在2015年9月10日舉行的第72屆威尼斯影展中播映，並於播畢後獲得全場觀眾起立鼓掌10分鐘；本片同樣於2015年多倫多國際影展中放映。本片於2015年10月23日在加拿大上映；2015年12月17日在隨選視訊平台DirecTV Cinema上供使用者觀賞。本片原先預計於2016年1月15日在美國進行有限上映，但最終被推遲至2月12日；稍後又再次被推遲至同年3月11日。
根據電影票房網站「Box Office Mojo」的估計，本片在北美地區的淨票房收入為1,184,564美元，其他地區的票房收入為802,051美元，全球總收入為1,986,615美元。

## 反應

### 評價

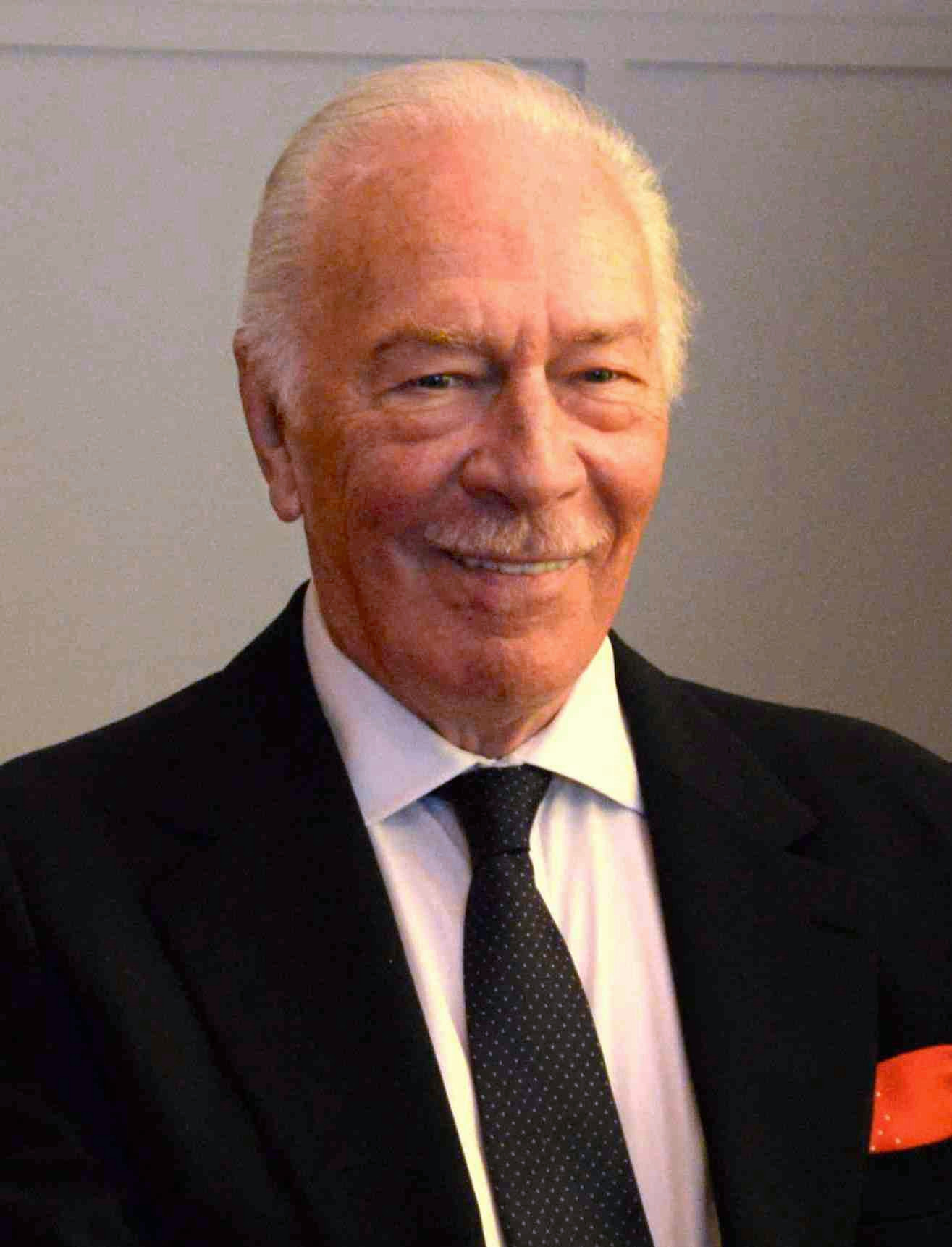
部分影評人讚賞克里斯多夫·柏麥的表演；他同時也在第4屆加拿大螢幕獎中獲提名加拿大戲劇電視學院最佳男主角獎。

《我記得》一片獲得了影評人普遍正面的評價。在影評網站爛番茄上，本片在83篇評論中獲得71%的新鮮度，加權平均分數為6.4/10。該網站上的多數評論均寫道：「本片題材具有相當的風險，但其受惠於導演伊格言近年來最好的執導表現與克里斯多夫·柏麥優秀的主角演出。」。同為評論網站的「Metacritic」則依據52篇評論，在滿分100分中給了這部電影52分的標準分數，綜合評價為「褒貶不一的平庸評價」。 
《遊行雜誌》的固定作家珍若·布魯納（Jeryl Brunner）稱讚本片是「最震撼人心和獨特的納粹復仇電影之一。」《每日電訊報》的電影評論人羅比·柯林表示約翰·庫蘭德那場戲「張力十足」，且本片較伊格言過去的電影更為引人入勝。電影網站「IGN」的評論家約翰·拉瑟（John Lasser）寫道「導演伊格言不對背景故事做過多鋪陳，而是將重點放在緊湊的小細節中，這點他做得相當出色。」；他同時稱讚柏麥的表演「完全懾服了人心。」CBC新聞記者塔莎娜·賴德（Tashauna Reid）則表示「導演伊格言引領觀眾走上一段錯綜複雜且驚心動魄的旅程，沿途中還不時藏有驚喜，」，並稱柏麥的演出「極具吸引力」，而狄恩·諾里斯與馬丁·蘭道「也都十分搶眼」。《環球郵報》評論員凱特·泰勒稱本片「是一部令人敬佩的作品——它令人驚艷地塑造了一位90歲老人想要復仇的真實渴望——但本片同樣受限於無法在不揭露精彩結局的情況下對劇情加以討論。」
《雪梨晨鋒報》的評論員傑克·威爾森（Jake Wilson）則給了本片褒貶不一的評價，認為「新人編劇班傑明·奧古斯特的劇本太過花俏，而且很顯然大幅借鏡了克里斯多福·諾蘭的《記憶拼圖》一片。」《洛杉磯時報》影評人麥可·雷赫茨哈芬（Michael Rechtshaffen）同樣認為本片「克里斯多夫·柏麥主導的痕跡太過明顯，幾乎讓人忘記故事中不合理的邏輯。」美國專欄作家兼影評人理查·羅伊普認為本片「富有新意，但經常十分滑稽。」《綜藝雜誌》評論員蓋伊·羅芝（Guy Lodge）對本片的評價同樣較低，認為「電影的主要題材愚蠢不說，最糟的是新手編劇班傑明·奧古斯特的後納粹大屠殺創傷劇本簡直就是對《記憶拼圖》一片的粗糙模仿。」

### 獲得獎項
| 頒獎單位               | 獎項                   | 授獎對象 | 結果 | 來源          |
| ---------------------- | ---------------------- | --- | ---- | ------------- |
| 卡加利國際影展         | 觀眾選擇獎 - 敘事類別  | 《我記得》，與《不存在的房間》共同提名 | 獲獎 | [ 35 ] [ 36 ] |
| 第4屆加拿大螢幕獎      | 最佳影片獎             | 羅柏特·蘭托斯與阿里·蘭托斯 | 提名 | [ 37 ]        |
| 第4屆加拿大螢幕獎      | 最佳劇本獎             | 班傑明·奧古斯特 | 獲獎 | [ 37 ]        |
| 第4屆加拿大螢幕獎      | 最佳男主角獎           | 克里斯多夫·柏麥 | 提名 | [ 37 ]        |
| 第4屆加拿大螢幕獎      | 最佳視覺效果獎         | 艾瑞克·多利安（Eric Doiron）、莎拉·沃爾姆斯貝切（Sarah Wormsbecher）、納森·拉羅區（Nathan Larouche）、安東尼·德·切理斯（Anthony De Chellis）、吉歐夫·D·E·史考特（Geoff D.E. Scott）、傑森·史尼亞（Jason Snea）、喬爾·錢柏斯（Joel Chambers）、凱薩·湯瑪斯（Kaiser Thomas）、隆·莫納爾（Lon Molnar）與羅伯·甘迺迪（Rob Kennedy） | 提名 | [ 37 ]        |
| 加拿大電影攝影師協會獎 | 劇院類別電影攝影師     | 保羅·薩洛希 | 提名 | [ 38 ]        |
| 義大利電影金像獎       | 最佳外語電影獎         | 《我記得》 | 提名 | [ 39 ]        |
| 河內國際影展           | 最佳特色電影           | 艾騰·伊格言 | 獲獎 | [ 40 ]        |
| 河內國際影展           | 最佳主要演員           | 克里斯多夫·柏麥 | 獲獎 | [ 40 ]        |
| 馬德普拉塔影展         | 彩色電影觀眾獎         | 艾騰·伊格言 | 獲獎 | [ 41 ]        |
| 第43屆土星獎           | 最佳獨立電影獎         | 《我記得》 | 待定 | [ 42 ]        |
| 溫哥華影評人協會獎     | 加拿大電影最佳導演獎   | 艾騰·伊格言 | 提名 | [ 43 ]        |
| 溫哥華影評人協會獎     | 加拿大電影最佳男演員獎 | 克里斯多夫·柏麥 | 提名 | [ 43 ]        |
| 溫哥華影評人協會獎     | 加拿大電影最佳劇本獎   | 班傑明·奧古斯特 | 提名 | [ 43 ]        |
| 第72屆威尼斯影展       | 維托廖韋內托電影節獎   | 艾騰·伊格言 | 獲獎 | [ 44 ]        |
| 婦女電影影評協會獎     | 最佳男演員獎           | 克里斯多夫·柏麥 | 提名 | [ 45 ]        |

## 外部連結
- 官方网站
- 互联网电影数据库（IMDb）上《我記得》的资料（英文）
- 爛番茄上《我記得》的資料（英文）
- Metacritic上《我記得》的資料（英文）
- Ontario Film Review Board
- TIFF （页面存档备份，存于）
- AllMovie上《我記得》的资料（英文） (rating 2.5/5)